# Mnium domingense
Mnium domingense là một loài Rêu trong họ Mniaceae. Loài này được Brid. mô tả khoa học đầu tiên năm 1817.